# 양아치어조
"양아치어조"는 2006년에 개봉한 대한민국의 영화이다.

## 캐스팅
- 여민구 : 익수 역
- 김종태 : 종태 역
- 최석준 : 떡팔 역
- 양은용 : 현진 역
- 정우혁 : 선일 역
- 민경옥 : 세탁소집 아줌마 역
- 최철웅 : 세탁소집 첫째아들 역
- 조경한 : 세탁소집 둘째아들 역
- 김세환 : 세환 역
- 김영은 : 희경 역
- 박성연 : 지원 역
- 이선정 : 종숙 역
- 정성화 : 익수 모 역
- 조창우 : 기택 역
- 전지욱 : 똘마니 1 역
- 오정택 : 똘마니 2 역
- 조성하 : 체육선생님 역
- 주진모 : 사채 심사장 역
- 김왕근 : 현진잡는 사내 역
- 김찬우 : 글로리아 룸싸롱사장 역
- 김도형 : 익수 삼촌 역
- 유승목 : 형사 역
- 김승훈 : 경매 집행관 역
- 금동현 : 생선가게 아저씨 역
- 박수영 : 구경꾼 1 역
- 최재섭 : 구경꾼 2 역
- 김희송 : 나이트기도 1 역
- 강봉훈 : 나이트기도 2 역
- 박중현 : 나이트기도 3 역
- 서현철 : 룸싸롱 중년 역
- 성노진 : 룸싸롱 손님 1 역
- 오재균 : 룸싸롱 손님 2 역
- 신승용 : 룸싸롱 손님 3 역
- 박문희 : 호빠선수 1 역
- 김지홍 : 호빠선수 2 역
- 안성현 : 호빠여손님 1 역
- 서현선 : 호빠여손님 2 역
- 박소현 : 호빠여손님 3 역
- 고효진 : 일수찍는 아가씨 역
- 김수련 : 이사온 여자 역
- 임혜미 : 편의점직원 역
- 최원석 : 사채사무실청년 1 역
- 진용석 : 사채사무실청년 2 역
- 조정희 : 룸싸롱 직원 역
- 안성기 (나레이션)